# بازی‌های گرسنگی: اشتعال
عطش مبارزه: اشتعال (به انگلیسی: The Hunger Games: Catching Fire) یک فیلم علمی تخیلی آمریکایی به کارگردانی فرانسیس لارنس، بر اساس کتابی به همین نام نوشته سوزان کالینز که در ۲۲ نوامبر سال ۲۰۱۳ در آمریکا اکران شده‌است. این دومین قسمت در سری سه‌گانه عطش مبارزه و ادامه فیلم عطش مبارزه می‌باشد. بازیگران قسمت قبلی جنیفر لارنس، جاش هاچرسون، وودی هرلسون، لیام همسورث، دونالد ساترلند و ویلو شیلدز در این فیلم نیز ایفای نقش می‌کنند.

## بازیگران
- جنیفر لارنس
- جاش هاچرسون
- لیام همسورث
- وودی هرلسون
- الیزابت بنکس
- لنی کراویتز
- فیلیپ سیمور هافمن
- جفری رایت
- استنلی توچی
- دونالد ساترلند
- توبی جونز
- ویلو شیلدز
- سم کلفلین
- لین کوئن
- جنا مالون
- آماندا پلامر
- متا گلدینگ
- برونو گان
- آلن ریچسون
- پاتریک سنت اسپری
- پائولا مالکومسان
- استیف داوسون
- نلسون آسنسیو
- بروس باندی